# Mayora Indah
PT Mayora Indah Tbk, también conocido como Grupo Mayora o simplemente Mayora, es una empresa multinacional indonesia de alimentos y bebidas con sede en Yakarta. Fue fundada el 17 de febrero de 1977 por Jogi Hendra Atmadja.

## Historia
La historia de Mayora se remonta a 1948, cuando una familia de inmigrantes chinos en Indonesia comenzó a elaborar galletas en la cocina de su casa, siendo las galletas Marie su primer producto. En 1976, la familia se mudó a Kampung Bali en Yakarta y comenzó a vender galletas de la marca Roma.
La empresa se estableció formalmente en 1977 como United Brand y abrió su primera fábrica en Tangerang, al oeste de la capital de Indonesia, Yakarta. Kopiko, un caramelo con sabor a café, se lanzó al mercado en 1982. En 1984, United Brand entró en el segmento del chocolate con el lanzamiento de su propia marca de barra de chocolate, Beng-Beng, seguida de Choki-Choki, una marca de pasta de chocolate lanzada en 1985. La empresa salió a bolsa en 1990 y amplió su presencia a otros Países asiáticos. Desde entonces, United Brand pasó a llamarse Mayora Indah. También en 1990, la empresa lanzó su propia marca de café instantáneo, Torabika.
En 1992, Mayora ingresó al segmento de bebidas nutritivas con la introducción de Energen. En 1994, la antigua oficina central de la empresa en Tomang Raya, Yakarta, sirvió como centro central para todas las operaciones. En 1995, la empresa ingresó al segmento de fideos instantáneos con el lanzamiento de Migelas, cuando se convirtió en una de las marcas líderes de fideos instantáneos en Indonesia.
En 2011, Mayora ingresó al mercado de bebidas con la introducción de Teh Pacuk Harum, una marca de té listo para beber, seguida de Le Minerale, una marca de agua embotellada lanzada en 2015. En 2016, la empresa trasladó su sede al Yakarta Occidental.
En noviembre de 2017, los bocadillos Kopiko fueron fotografiados en la Estación Espacial Internacional como parte de una cena de acción de gracias celebrada por astronautas. En 2019, Forbes incluyó al fundador y director de Mayora, Jogi Hendra Atmadja, como la décima persona más rica de Indonesia, con una riqueza de 3.000 millones de dólares.

## Productos
- Galletas: Better, Danisa, Roma Arden, Roma Biskuit Kelapa, Roma Chess Kress, Roma Coffee Joy, Roma Malkist, Roma Marie Gold, Roma Marie Susu, Roma Sari Gandum, Roma Sandwich, Slai O'lai
- Dulces: Kopiko, Kis, Fres (solo en Filipinas), Plonk, Tamarin, Juizy Milk
- Obleas: Astor, Wafello, Zuperrr Keju (Cal Cheese)
- Chocolates: Beng-Beng, Choki-Choki, Danisa, Superstar
- Cereal: Energen
- Cafés: Kopi Ayam Merak, Kopiko Brown Coffee, Kopiko Blanca, Kopiko White Mocca, Torabika Duo, Torabika Oke, Torabika 3 in 1, Torabika Jahe Susu, Torabika Cappuccino, Tora Moka, Tora Susu, Kopiko Black, Kopiko Cappuccino, Kopiko L.A. (bajo en ácido), Kopiko Double Cups, Kopiko Café Mocha, Tora Cafe, Torabika Creamy Latte
- Papilla: Super Bubur
- Leche: Tujuh Kurma
- Fideos instantáneos:  Migelas, Bakmi Mewah, Mie Oven
- Bebidas: Champion, Drink Beng-Beng, Kopiko Lucky Day (anteriormente Kopiko 78 °C, socio entre Indonesia, Tailandia y Filipinas), Teh Pucuk Harum, Q Guava, Kopiko Iced Blanca, Kopiko Iced Black, Kopiko Iced Brown, Le Minerale
- Detergente: Gentle Gen

## Mercados

### Asia
- Indonesia
- Malasia
- Singapur
- Brunéi
- Filipinas
- Tailandia
- Camboya
- Laos
- Vietnam
- Timor Oriental
- Birmania
- China
- Hong Kong
- Macao
- República de China
- Japón
- Corea del Sur
- Corea del Norte
- India
- Nepal
- Bangladés
- Pakistán
- Sri Lanka
- Maldivas
- Kazajistán
- Uzbekistán
- Turkmenistán

### Oriente Medio
- Arabia Saudita
- Emiratos Árabes Unidos
- Baréin
- Catar
- Kuwait
- Irán
- Irak
- Jordania
- Omán
- Líbano
- Turquía
- Egipto
- Marruecos
- Omán
- Yemen
- Libia
- Georgia
- Azerbaiyán
- Armenia
- Turquía

### Oceanía
- Australia
- Nueva Zelanda
- Papúa Nueva Guinea
- Fiyi
- Islas Marshall

### África
- Sudáfrica
- Ghana
- Kenia
- Madagascar
- Mauricio
- Nigeria
- Sierra Leona
- Burkina Faso
- Costa de Marfil
- Togo
- Benín
- Uganda
- Tanzania
- Zambia
- Angola
- Botsuana
- Zimbabue
- Mozambique
- Senegal
- Camerún
- Etiopía
- República Democrática del Congo
- Gabón

### Europa
- Reino Unido
- Francia
- Italia
- Alemania
- España
- Portugal
- Suecia
- Rusia
- Polonia
- Suiza
- Letonia
- Dinamarca
- Austria
- Grecia
- Países Bajos
- Estonia
- Lituania
- Bélgica
- Ucrania
- Moldavia
- Hungría
- Rumania
- Bulgaria
- República Checa
- Eslovaquia
- Finlandia
- Noruega
- Irlanda

### América del Norte
- Estados Unidos
- Canadá
- México
- Haití
- República Dominicana
- Cuba
- Jamaica
- Dominica
- Guatemala
- Panamá
- Trinidad y Tobago
- Barbados
- Belice
- El Salvador
- Honduras
- Costa Rica
- Nicaragua

### América del Sur
- Argentina
- Brasil
- Surinam
- Perú
- Chile
- Colombia
- Uruguay